# Сцепура, Людвиг Францевич
Степан (Людвиг) Францевич Сцепура (1826—1881) — российский медик; действительный статский советник.

## Биография
Родился в 1826 году (по другим сведениям — в 1820); происходил из дворян Минской губернии, по вероисповеданию — католик. Его брат, Адольф (ок. 1824 — 1882) — был директором Воронежской, затем 2-й Харьковской гимназии.
Учился в Слуцкой мужской гимназии, затем на медицинском факультете Императорского Харьковского университета (1845—1850), где получил степень лекаря. В 1860 году после защиты диссертации «Дизентерия как исход кавказских перемежающихся лихорадок» (Харьков, 1860. — 50 с.) получил степень доктора медицины. 
До 1880 года служил военным врачом на Кавказе. Во время русско-турецкой войны 1877—1878 гг. был врачом главной квартиры. в 1883 году он уже имел чин действительного статского советника.
Был членом-учредителем Кавказского медицинского общества. На годичном заседании общества 5 апреля 1875 года сделал сообщение: «Опыт антропологического исследования макрокефалических черепов, найденных  г. Байерном в гробницах древнего самтаврского кладбища, близ селения Мцхета, в Грузии» (Тифлис : тип. С. Г. Меликова, 1875. — 36, III с., 7 л. ил.).
Умер 15 (27) июня 1881 года.